# Беренберг
Бе́ренберг (норв. Beerenberg, буквально с нидерл. — «Медвежья гора») — вулкан на острове Ян-Майен, самый северный активный стратовулкан.

## Описание
Беренберг расположен в северо-восточной оконечности острова Ян-Майен. Пик Хокона VII (норв. Haakon VII Toppen) на юго-западной стороне кратера вулкана является высочайшей вершиной острова — высота над уровнем моря 2277 м. Вторая по высоте вершина, пик Хаклюйта (норв. Hakluyt Toppen) высотой 2203 м, находится на противоположной стороне кратера. Сам кратер, шириной около 1000 метров, имеет форму подковы с открытой стороной на северо-западе, от которой берет начало самый большой ледник острова — ледник Вайпрехта (норв. Weyprechtbreen), названный в честь австрийского исследователя Арктики Карла Вайпрехта. Стратовулкан покрыт ледяной шапкой площадью 115 км2.
Первое восхождение на вершину было осуществлено в 1921 году в ходе экспедиции Джеймса Уорди.

## Вулканическая активность
Беренберг — единственный действующий вулкан Норвегии. Вулканическая активность острова связана с его расположением над Ян-Майенской горячей точкой. В период с 1732 по 1985 год Беренберг извергался шесть раз. Все эти извержения происходили на фланговых кратерах и приводили к образованию лавовых потоков и шлаковых конусов. Последние извержения произошли в 1970, 1973 и 1985 годах. Извержение 1970 года началось 18 сентября и продолжалось до января 1971 года. Извержение было крупным — из трещины длиной 6 км, проходившей от уровня моря до высоты около 1000 м было извергнуто не менее 0,5 км³ базальта, также были активны как минимум 5 кратеров. Извержение 1985 года началось 6 января и продолжалось менее двух суток. За это короткое время было извергнуто около 7 млн м³ (0,007 км³) лавы. Во время извержения происходили землетрясения магнитудой до 5,0. Мониторингом сейсмической и вулканической активности занимаются три станции, организованные Бергенским университетом в 1961 году.

## Галерея

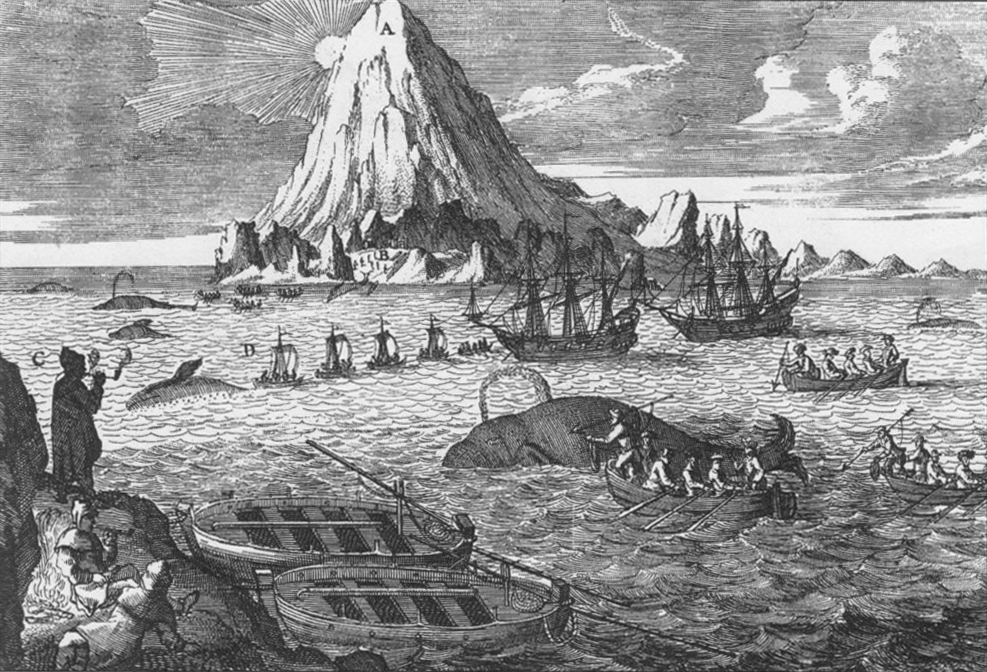
Беренберг на гравюре XVIII века
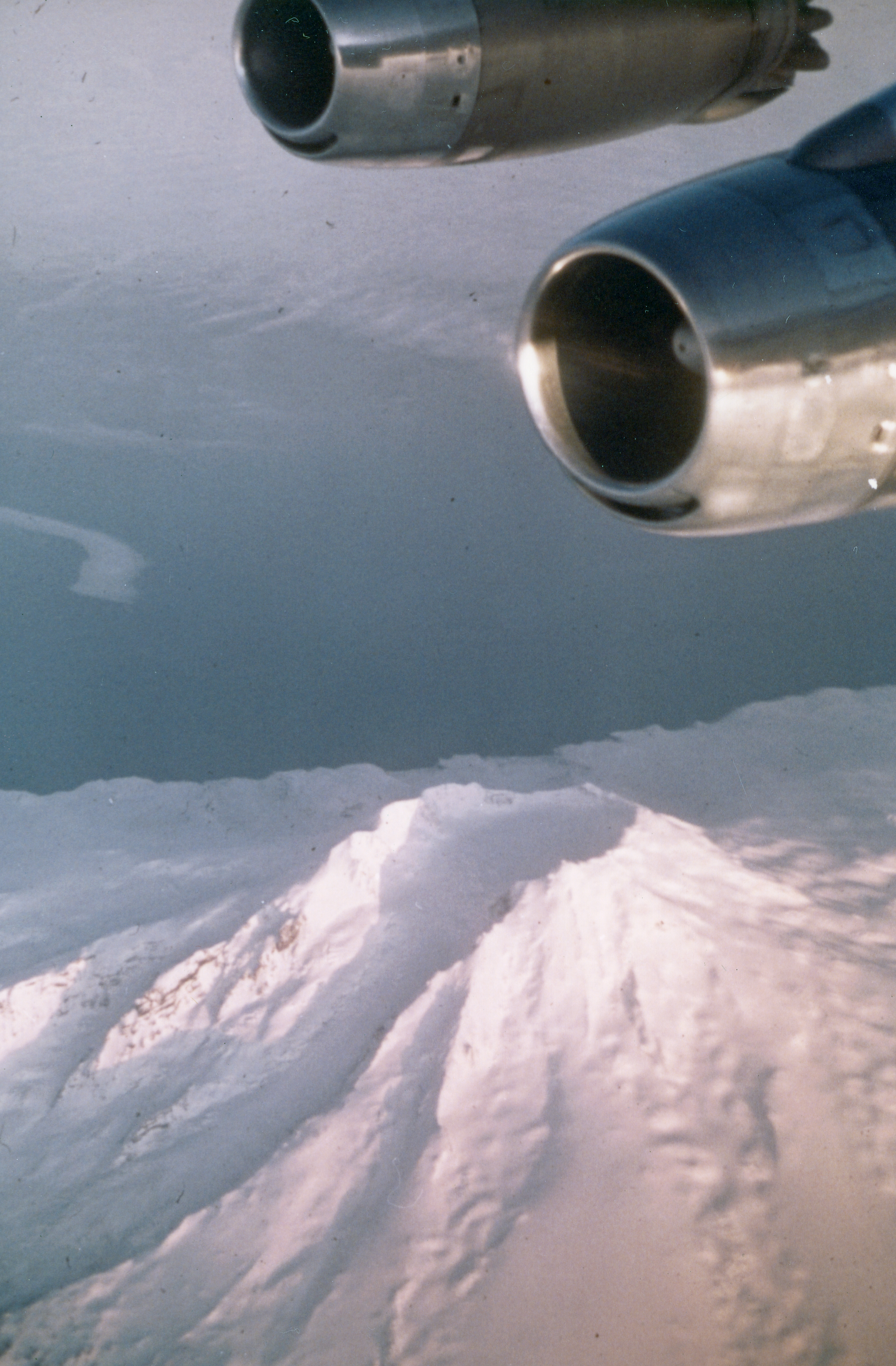
Кратер Беренберга
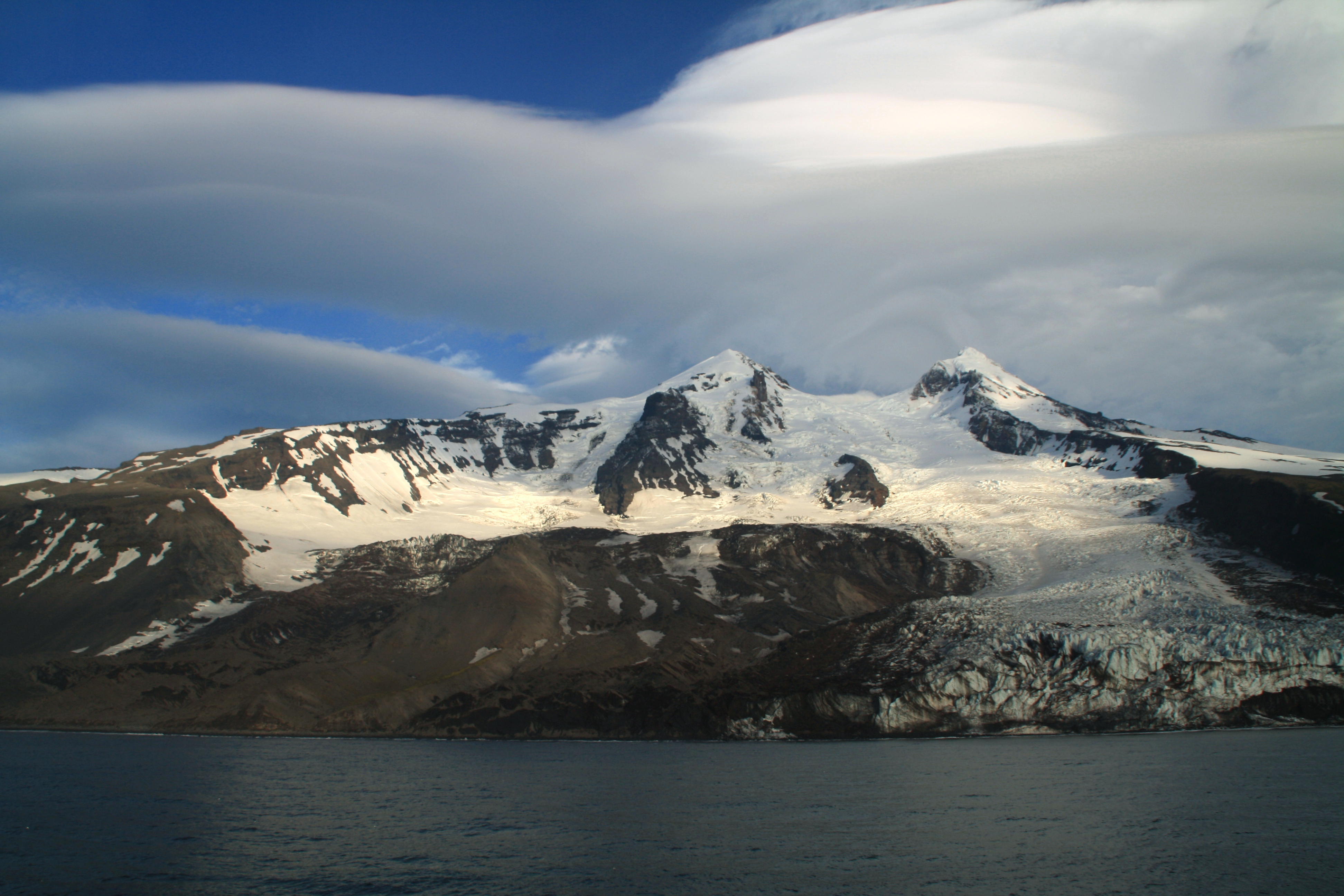
Ледник Вайпрехта
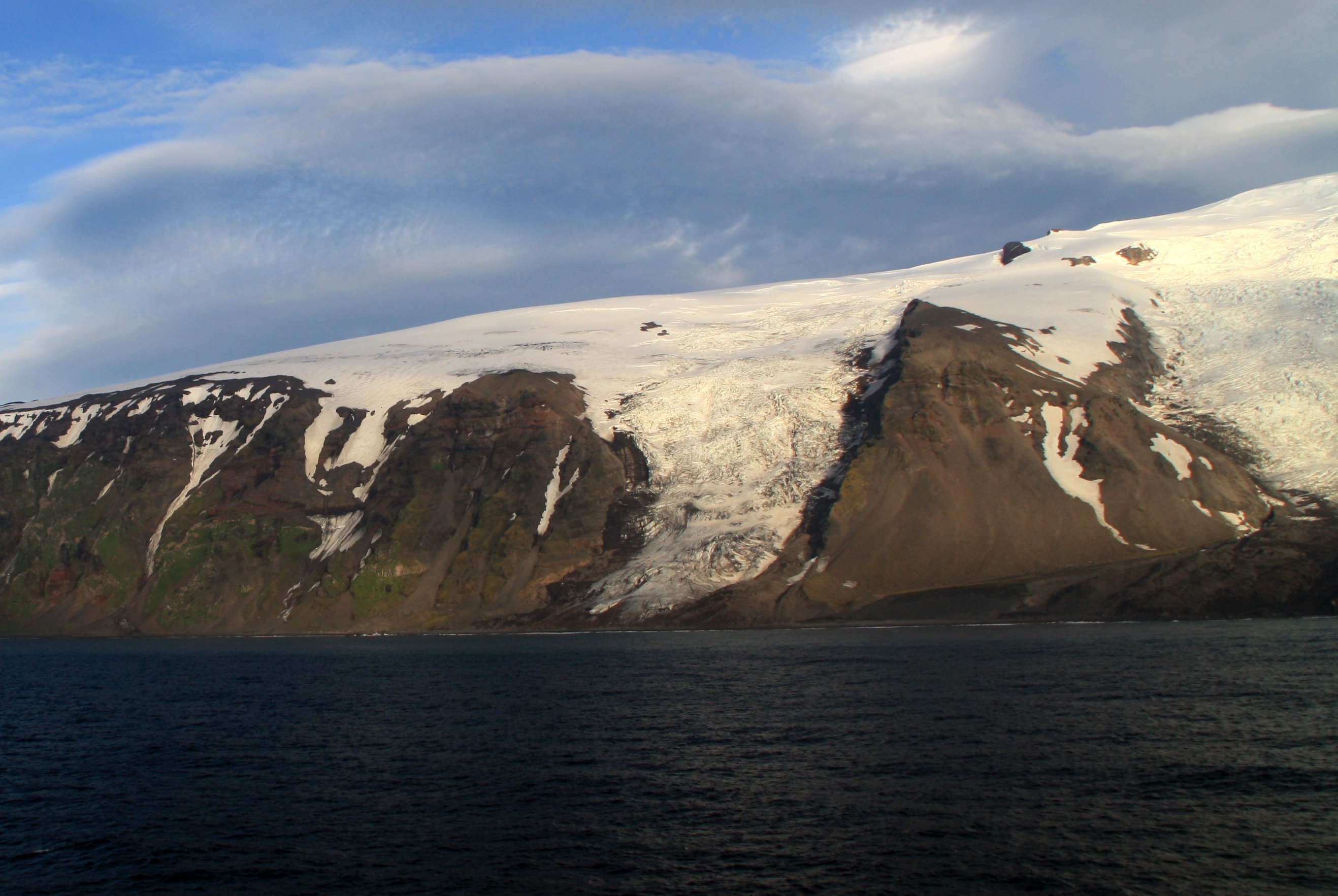
Ледник Свен-Фойн